# Borislav Conev
Borislav Aleksandrov Conev (in bulgaro Борислав Александров Цонев?; traslitterazione anglosassone Borislav Tsonev; Blagoevgrad, 29 aprile 1995) è un calciatore bulgaro, centrocampista dell'Arda Kărdžali.

## Biografia
Ha un fratello gemello, Radoslav, anch'egli calciatore.

## Carriera

### Club
Cresce nel settore giovanile del Levski Sofia ed esordisce in massima serie nella stagione 2010-2011. Gioca per diverse stagioni con la maglia del Levski Sofia. Per la stagione 2016-2017 si trasferisce al Beroe, dove rimane per tre anni. Nel gennaio 2019 viene prelevato dai croato dell'Inter Zaprešić e nell'estate del 2020 torna al Levski Sofia.

### Nazionale
Conta diverse presenze con la nazionale bulgara Under-21. Ha messo a segno il suo primo gol con la nazionale Under-21 contro il Lussemburgo nel 2015. Ha esordito con la nazionale maggiore bulgara l'8 settembre 2021, giocando da titolare la partita amichevole vinta per 4-1 contro la Georgia. 

## Statistiche

### Cronologia presenze in nazionale
| Cronologia completa delle presenze e delle reti in nazionale ― Bulgaria | Cronologia completa delle presenze e delle reti in nazionale ― Bulgaria | Cronologia completa delle presenze e delle reti in nazionale ― Bulgaria | Cronologia completa delle presenze e delle reti in nazionale ― Bulgaria | Cronologia completa delle presenze e delle reti in nazionale ― Bulgaria | Cronologia completa delle presenze e delle reti in nazionale ― Bulgaria | Cronologia completa delle presenze e delle reti in nazionale ― Bulgaria | Cronologia completa delle presenze e delle reti in nazionale ― Bulgaria |
| Data                                                                    | Città                                                                   | In casa                                                                 | Risultato                                                               | Ospiti                                                                  | Competizione                                                            | Reti                                                                    | Note                                                                    |
| ----------------------------------------------------------------------- | ----------------------------------------------------------------------- | ----------------------------------------------------------------------- | ----------------------------------------------------------------------- | ----------------------------------------------------------------------- | ----------------------------------------------------------------------- | ----------------------------------------------------------------------- | ----------------------------------------------------------------------- |
| 8-9-2021                                                                | Sofia                                                                   | Bulgaria                                                                | 4 – 1                                                                   | Georgia                                                                 | Amichevole                                                              | -                                                                       | 29’ 74’                                                                 |
| 12-10-2021                                                              | Sofia                                                                   | Bulgaria                                                                | 2 – 1                                                                   | Irlanda del Nord                                                        | Qual. Mondiali 2022                                                     | -                                                                       | 73’                                                                     |
| 11-11-2021                                                              | Odessa                                                                  | Ucraina                                                                 | 1 – 1                                                                   | Bulgaria                                                                | Amichevole                                                              | -                                                                       | 70’                                                                     |
| 26-3-2022                                                               | Al Rayyan                                                               | Qatar                                                                   | 2 – 1                                                                   | Bulgaria                                                                | Amichevole                                                              | -                                                                       | 68’                                                                     |
| 29-3-2022                                                               | Al Rayyan                                                               | Croazia                                                                 | 2 – 1                                                                   | Bulgaria                                                                | Amichevole                                                              | -                                                                       | 84’                                                                     |
| Totale                                                                  |                                                                         | Presenze                                                                | 5                                                                       |                                                                         | Reti                                                                    | 0                                                                       |                                                                         |